# Città metromontana
La città metromontana  è un'area urbana che convive con un'area montana limitrofa. Le due aree diventano complementari almeno parzialmente.

## Descrizione
La città metromontana è uno spazio di relazioni che può generare dipendenza reciproca, in più settori, tra città e montagna. L'area della città usufruisce della montagna per la fruizione dell'ambiente, dei servizi ecosistemici, di risorse agricole ed energetiche e altro. Viceversa l'area della montagna usufruisce della città sfruttando servizi nel settore della sanità, dell'istruzione, del commercio, possibilità di lavoro che da origine in molti casi alla pendolarità sistematica.
Un territorio metromontano non sempre può corrispondere ad un territorio istituzionale, come ad esempio la città metropolitana o la provincia, ma può andare anche oltre i confini istituzionali; non è regolato da leggi ma da cooperazioni e consuetudini spesso anche volontari per sviluppare rapporti vantaggiosi per la popolazione e il territorio.

## Progetti di città metromontane

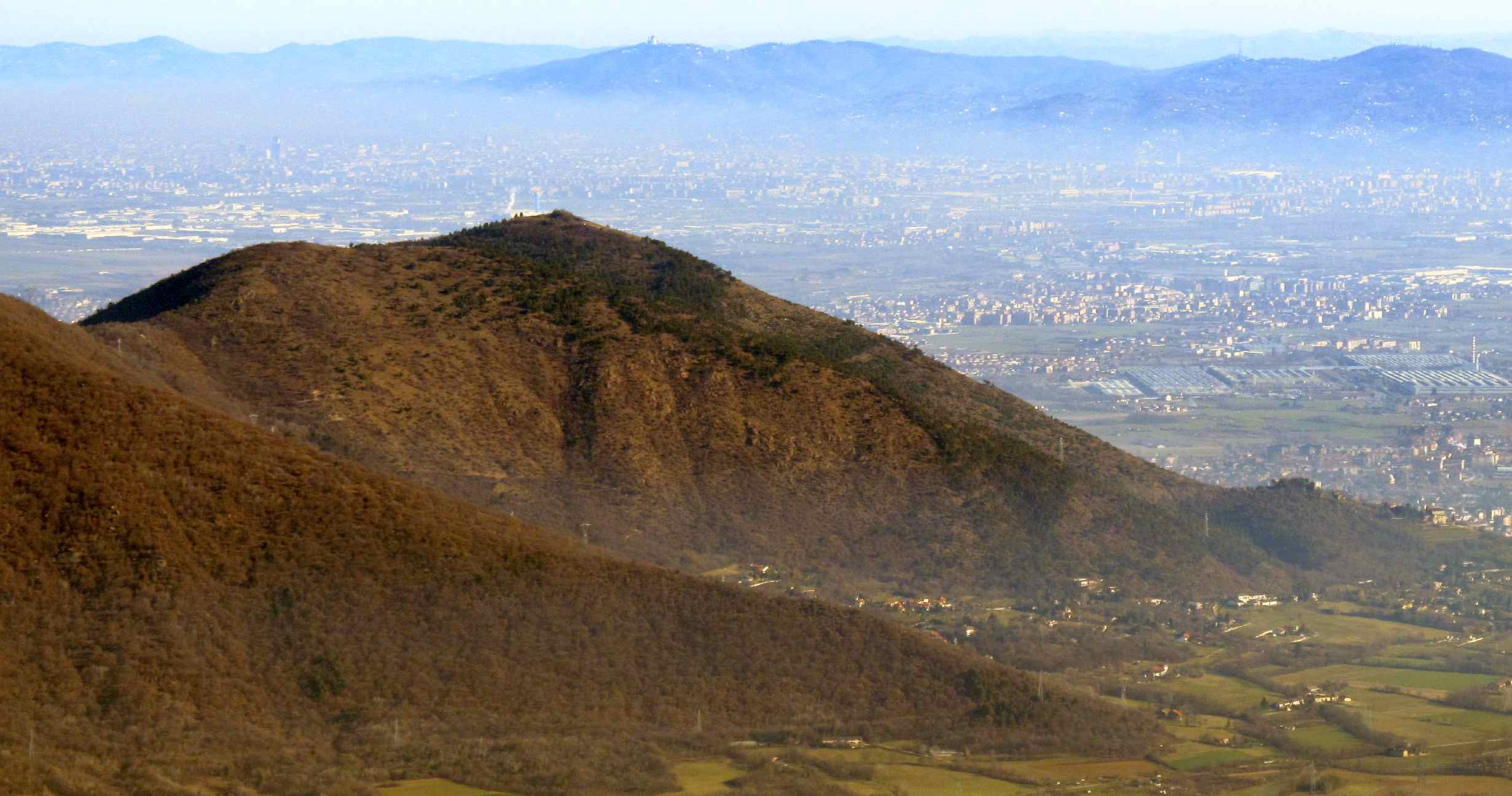
Il monte San Giorgio (Alpi Cozie) e la città di Torino con le sue montagne

### Torino
Il Piano strategico metropolitano 2024-2026 di Torino propone una visione di città metro(poli)montana descrivendo un territorio sempre più coeso e sostenibile che si pone l'obiettivo di andare oltre i confini interni e di instaurare maggiori rapporti di collaborazione e sinergia tra la città torinese, le aree rurali e le aree montane. Torino si trova nelle vicinanze delle Alpi Cozie che fanno parte della catena alpina situata tra Italia e Francia.

### Firenze
Nel 2023 la Città metropolitana di Firenze, in collaborazione con Lama Impresa Sociale, ha promosso uno studio che esplori le dinamiche di sviluppo della metrocittà composta delle sue aree interne, extraurbane e montane con lo scopo di approfondire la prospettiva "Metro-Montana", fondamentale per promuovere l'integrazione e la coesione territoriale, superando la tradizionale divisione tra aree urbane e rurali o montane. Gli abitanti della città metropolitana di Firenze che vivono in aree classificate come montane sono il 12% mentre il territorio classificato come montano è il 36%.